# José Luíz Barbosa
José Luíz Zequinha Barbosa (Três Lagoas, 27 maggio 1961) è un ex mezzofondista brasiliano, specializzato negli 800 metri piani, vanta quattro medaglie ai Campionati del mondo di atletica leggera (tra outdoor ed indoor).
Ha partecipato a quattro edizioni dei Giochi olimpici estivi, da Los Angeles 1984 a Atlanta 1996 (6º a Seul e 4º a Barcellona).

## Biografia
Buon ottocentista brasiliano, per sua sfortuna ha gareggiato nel periodo di Joaquim Cruz, spesso subendo la superiorità del connazionale, riuscendo pur tuttavia a togliersi le sue soddisfazioni, anche in campo internazionale.

## Palmarès
| Anno | Manifestazione      | Sede          | Evento            | Risultato | Prestazione | Note  |
| ---- | ------------------- | ------------- | ----------------- | --------- | ----------- | ----- |
| 1983 | Giochi panamericani | Caracas       | 800 metri piani   | Argento   | 1'46"65     | [ 1 ] |
| 1987 | Mondiali indoor     | Indianapolis  | 800 metri piani   | Oro       | 1'47"49     |       |
| 1987 | Mondiali            | Roma          | 800 metri piani   | Bronzo    | 1'43"76     |       |
| 1987 | Giochi panamericani | Indianapolis  | 800 metri piani   | Argento   | 1'47"37     | [ 1 ] |
| 1988 | Giochi olimpici     | Seul          | 1 500 metri piani | Batteria  | 3'44"46     |       |
| 1989 | Mondiali indoor     | Budapest      | 800 metri piani   | Argento   | 1'45"55     |       |
| 1991 | Mondiali            | Tokyo         | 800 metri piani   | Argento   | 1'44"24     |       |
| 1995 | Giochi panamericani | Mar del Plata | 800 metri piani   | Oro       | 1'46"02     | [ 1 ] |

## Altre competizioni internazionali
1992
- 4º in Coppa del mondo ( L'Avana), 800 m piani - 1'47"66

1994
- 7º in Coppa del mondo ( Londra), 800 m piani - 1'48"26